# Courage Mountain
Courage Mountain er en film fra 1990 af Christopher Leitch.

## Medvirkende
- Juliette Caton som Heidi
- Joanna Clarke som Ursula
- Nicola Stapleton som Ilsa
- Jade Magri som Clarissa
- Kathryn Ludlow som Gudrun
- Charlie Sheen som Peter
- Jan Rubeš